# 拉菲·伊本·莱伊斯
拉菲·伊本·莱伊斯是一个出身於呼罗珊地區的阿拉伯贵族，他领导了一起大规模反抗阿拔斯王朝的叛乱（公元806-809年）。
拉菲是伍麦叶王朝末代呼罗珊总督奈斯尔·伊本·赛耶尔的孙子 ，并在呼罗珊总督阿里·伊本·伊萨手下担任撒马尔罕总督。
阿里在呼罗珊的残酷剥削和高压政策引起了地方精英的很大怨恨。因此，当806年拉菲在撒马尔罕举事时，迅速传遍了呼罗珊，得到了阿拉伯人和波斯人的支持。拉菲还得到了乌古斯人和葛逻禄突厥人的支持。
哈里发哈伦罢免了阿里，由Harthama ibn A'yan出任新总督，并在808年亲征处理东方的叛乱，哈伦在809年3月死于图斯。哈伦死后，拉菲选择向哈伦之子呼罗珊的新总督马蒙投降。拉菲被赦免了，之后就没有关于他的记载了。